# Piper divulgatum
Piper divulgatum är en pepparväxtart som beskrevs av Trel. & Yunck.. Piper divulgatum ingår i släktet Piper och familjen pepparväxter. Inga underarter finns listade i Catalogue of Life.